# Ash Flat
Ash Flat is een plaats (city) in de Amerikaanse staat Arkansas, en valt bestuurlijk gezien onder Fulton County en Sharp County.

## Demografie
Bij de volkstelling in 2000 werd het aantal inwoners vastgesteld op 977.
In 2006 is het aantal inwoners door het United States Census Bureau geschat op 1038,.

## Geografie
Volgens het United States Census Bureau beslaat de plaats een oppervlakte van
14,4 km². Ash Flat ligt op ongeveer 178 m boven zeeniveau.